# 임금차별
임금차별(영어: Economic discrimination)은 같은 일을 하면서도 지급받는 임금에서 차이가 나는 차별이다.

## 임금차별의 예

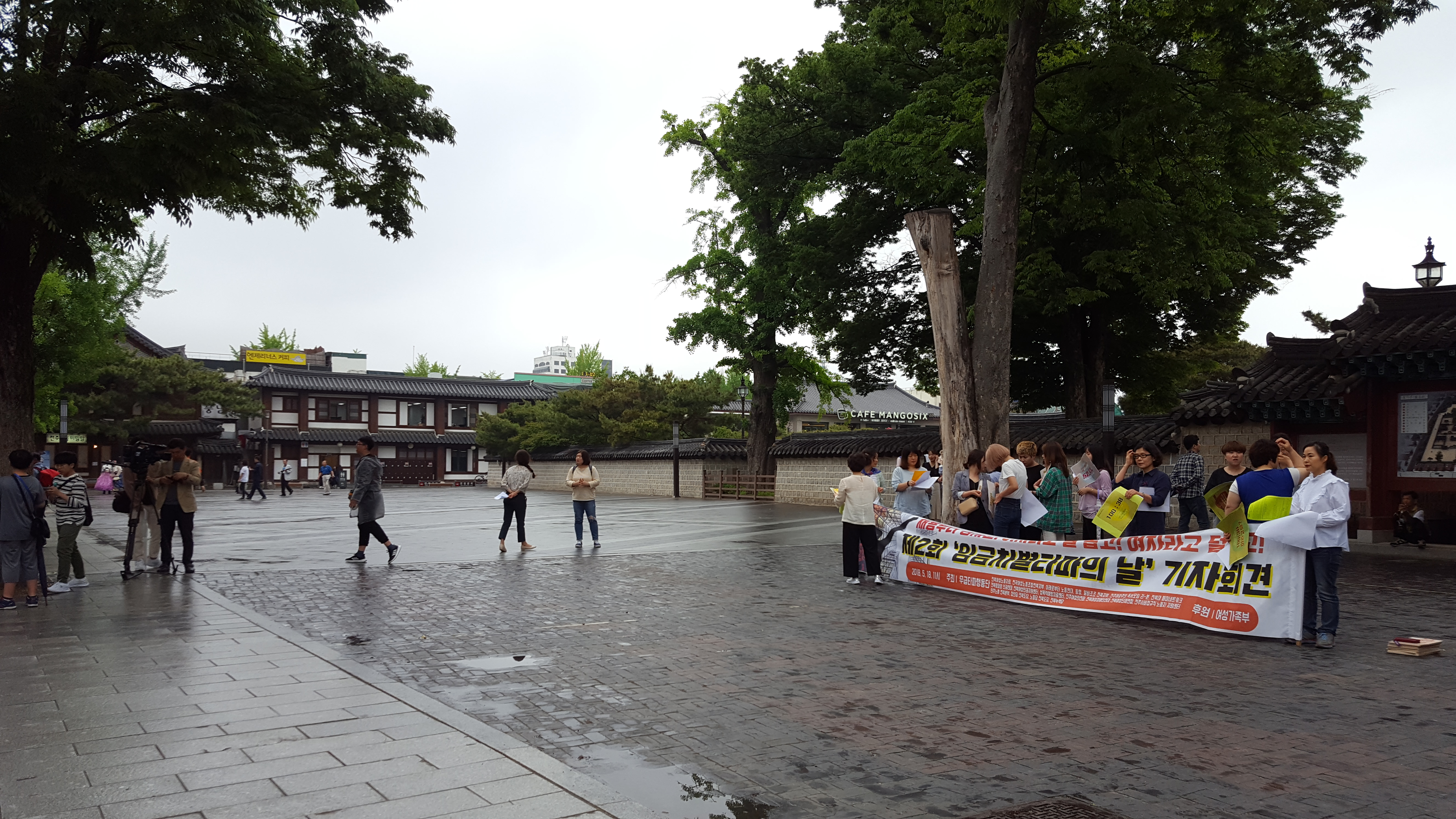
2018년 5월 18일 "제2회 임금차별타파의 날 기자회견"을 시작하기 몇 분 전부터 현수막을 들고 있는 모습.

비정규직 노동자와 정규직 노동자가, 여성과 남성이, 고졸자와 대졸자가 같은 일을 하면서도 지급받는 임금에서 차이가 나는 것이 임금차별에 해당한다. 법학자 조국 교수는 《진보집권플랜》(오마이북)에서 비정규직 노동자와 정규직 노동자가 같은 일을 하는데 임금과 복지가 다른 것은 동일노동, 동일임금이라는 정의에 어긋나는 옳지 못한 것이라고 비평하였다.

## 대안
이를 줄일 수 있는 방법으로 기본소득제가 있다. 기본소득이란 최저생계비 이상의 소득을 보장함으로서 노동자간의 임금차별을 줄이는 제도이다. 기본소득기금을 얼마나 어디서 어떻게 마련할 것인지, 기본소득을 어떻게 실천할 것인지 등의 토론할 과제들이 많이 있으나 정규직 노동자와 같은 일을 하고도 임금과 복지에서 차별을 받는 비정규직 노동자들의 차별적 고용환경이 개선되어 소비의 증가와 이로 인한 기업들의 활성화가 일어날 것이라는 좋은 평가를 받고 있다.
한국에서는 기본소득이 실천되고 있지는 않지만, 기본소득네트워크가 결성되어 기본소득에 대해 논의되고 있다. 브라질에서는 2001년 브라질 의회의 수플리시 상원의원이 제안해 2002년에는 시민기본소득 법안이 상원에서 승인받고, 2004년 1월 룰라 대통령이 이 법안에 서명했다.

## 같이 보기
- 인종 차별
- 사회적 불평등
- 통계적 차별